# Jacopo della Quercia
Jacopo di Pietro d'Agnolo di Guarnieri, detto Jacopo della Quercia (Siena, 1374 circa – Siena, 21 ottobre 1438), è stato uno scultore italiano.
Tentò una sintesi fra la scultura gotica di Giovanni Pisano e quella borgognona, in special modo di Claus Sluter da una parte, con la classicità dall'altra, assimilata attraverso le nuove scoperte del Rinascimento fiorentino: il suo maggiore interesse si rivolse alle figure, rese monumentali e percorse da una vitalità prorompente. La sua opera non trovò continuatori immediati. Fu stilisticamente un isolato, che venne capito successivamente solo da Michelangelo.

## Biografia

### Formazione e prime opere

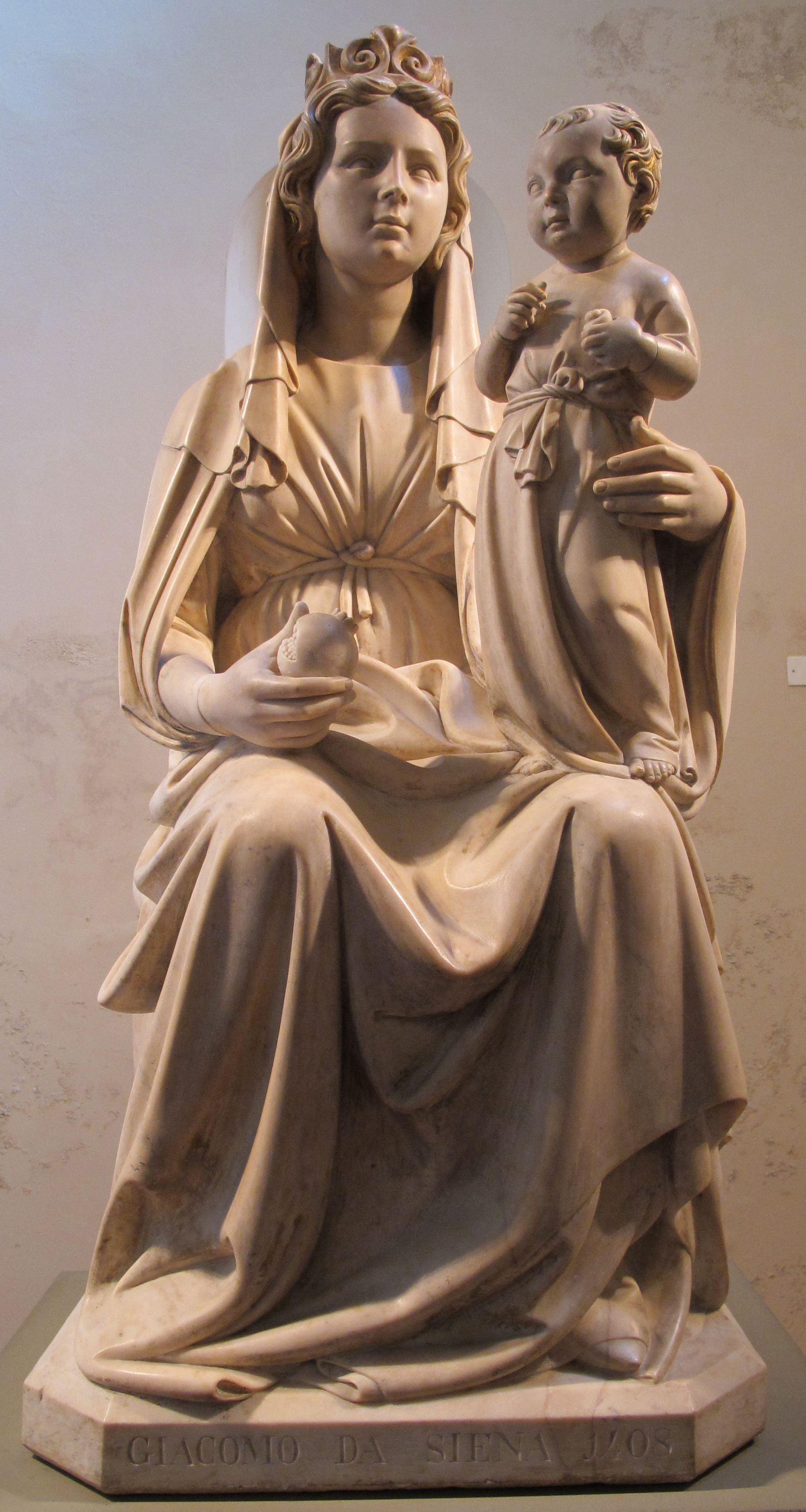
Madonna della Melagrana (Madonna Silvestri), 1403-1408, museo della Cattedrale di Ferrara.

Nato a Siena (non ha alcun fondamento la notizia, riportata per primo da Vasari, che Jacopo fosse nato a Quercegrossa, un borgo del contado senese posto sul confine con lo stato fiorentino, in ragione dell'epiteto "dalla Quercia"; tale appellativo non è altro che una tarda nobilitazione di un nomignolo con cui era conosciuto già il nonno di Jacopo, tale Angelo "della Guercia", a significare che evidentemente la bisnonna dello scultore aveva gli occhi storti), probabilmente tra il 1371 e il 1374, da padre orafo e intagliatore di legno, chiamato Piero d'Angelo (o d'Agnolo) di Guarnieri, e da una certa Maddalena. È stato anche ipotizzato che il nome avesse a che fare con l'antica contrada della Quercia.
Intorno al 1386 si trasferì con la famiglia a Lucca dove forse fu messo a bottega presso lo scultore Antonio Pardini. Nel 1394 fuggì dalla città per aver picchiato a sangue un cittadino lucchese. Tuttavia questa circostanza non compromise le relazioni di Jacopo col mercato artistico lucchese, grazie ai suoi rapporti personali con il Signore di Lucca Paolo Guinigi e ai buoni uffici del Comune di Siena.
Nel 1401 partecipò al concorso per la porta nord del Battistero fiorentino, ma la sua formella di prova non si è conservata. Dopo alcuni lavori minori al Duomo di Santa Maria del Fiore si allontanò dall'ambiente fiorentino, rivolgendosi, da allora, ad altri centri artistici, importanti ma periferici.
Nel settembre 1403 fu a Ferrara per eseguire nel Duomo la marmorea Madonna della Melagrana, commissionata per Virgilio Silvestri e terminata nel 1408. Nello stile dell'opera si intravedono gli influssi del gotico internazionale che l'autore fece propri dal suo soggiorno bolognese.

### Il monumento a Ilaria del Carretto

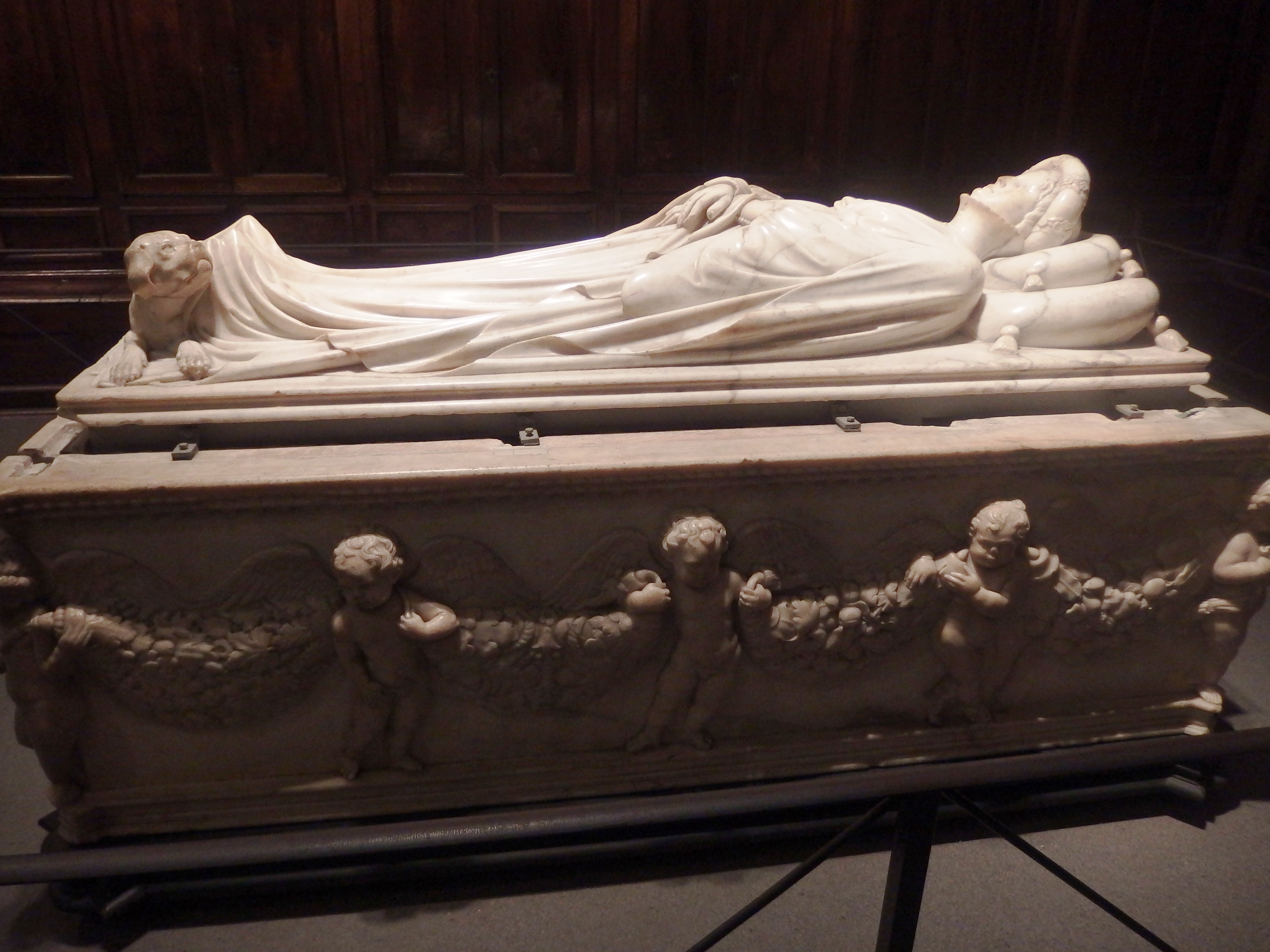
Monumento funebre di Ilaria del Carretto
Cattedrale di San Martino (Lucca).

Tra il 1406 e il 1407 realizzò quella che sarà la più celebre opera dell'artista, ovvero il monumento funebre di Ilaria del Carretto nella cattedrale di San Martino a Lucca, commissionato dal marito della gentildonna, Paolo Guinigi signore di Lucca nel 1405.

L'iconografia derivava dalla scultura borgognona, con il simulacro della morta, riccamente abbigliata, che giace disteso su un catafalco; l'abito è rialzato in corrispondenza dei piedi, dov'è accovacciato un cagnolino, simbolo di fedeltà coniugale; le fiancate del catafalco sono decorate con putti reggifestone, motivo ripreso da sarcofagi classici.

### La Fonte Gaia

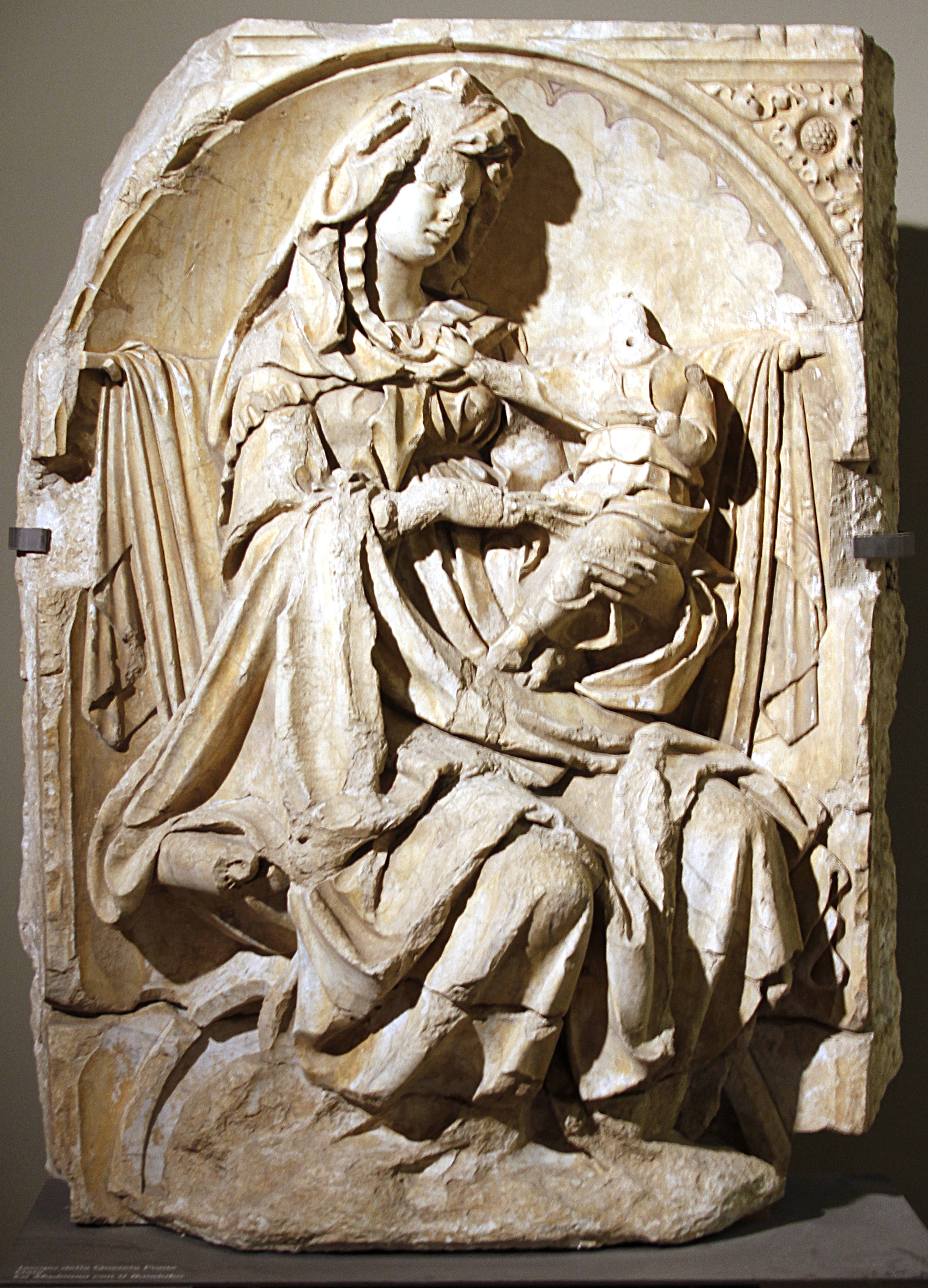
La Madonna col Bambino
Fonte Gaia, Siena.

Nel 1409 ricevette la commissione della Fonte Gaia in piazza del Campo a Siena, a cui lavorò dal 1414 fino al 1419.

L'opera consta in un bacino rettangolare circondato su tre parti da un alto parapetto, di cui i due lati corti recano i bassorilievi con la Creazione di Adamo e la Cacciata dei progenitori e, sui pilastri anteriori le due statue a tutto tondo con Rea Silvia e Acca Larenzia, mentre in quello più lungo, i rilievi con al centro la Madonna col Bambino in trono circondata dalle Virtù e Angeli.

Nei rilievi le figure emergono da spazi appena definiti da un profilo ovale con effetti di moto circolare, e nelle due statue a tutto tondo le figure seguono un incedere serpentino, bilanciando con la testa inclinata la torsione del fianco.
L'opera è oggi sostituita da una copia eseguita nel 1858 da Tito Sarrocchi e quanto resta dell'originale è conservato nel museo ricavato nell'ex ospedale, il Santa Maria della Scala in piazza del Duomo.

### Gli anni venti
Del 1421 è il gruppo ligneo con l'Annunciazione, realizzato per la Collegiata di San Gimignano.
Per la cappella della famiglia Trenta della basilica di San Frediano a Lucca, eseguì, nel 1416, alcune tombe terragne e il polittico scolpito (1422): le figure di quest'ultimo sono allungate e serpentinate secondo i modi del gotico internazionale.
Tra il 1425 e il 1427 scolpì il rilievo con l'Annuncio a Zaccaria e cinque profeti e il San Giovanni Battista per il Fonte battesimale di Siena; nel rilievo le figure, percorse da una vitalità prorompente, sono anteposte alle architetture, in modo da respingerle senza abitarle.

### Il portale di San Petronio

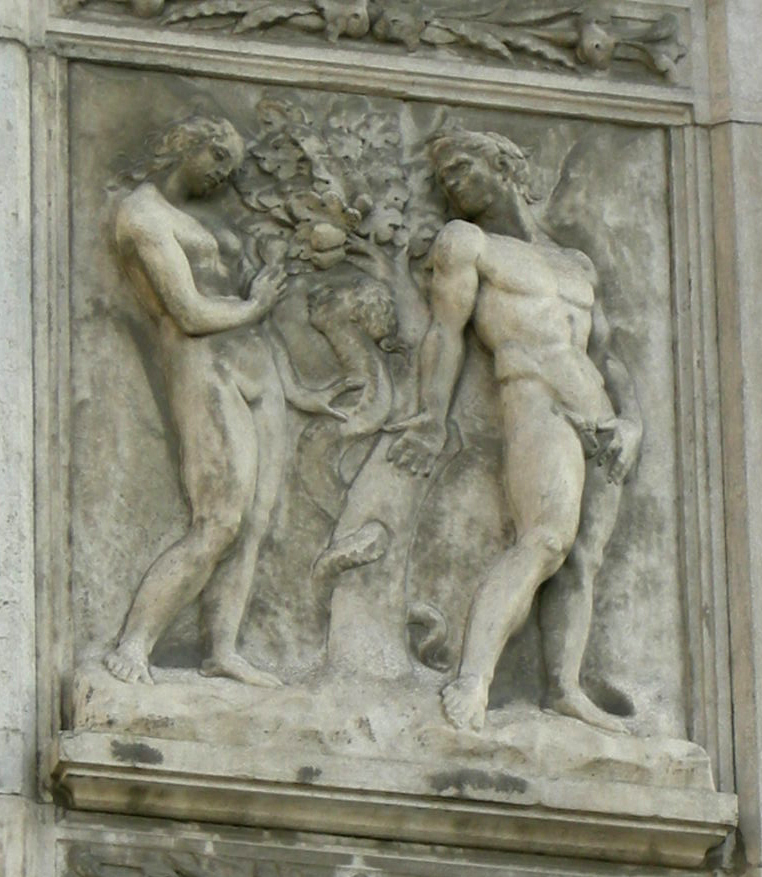
Peccato originale
Porta Magna, Bologna.

Dal 1425 al 1434 lavorò alla decorazione della Porta Magna della basilica di San Petronio a Bologna. Il ciclo comprendeva rilievi con Storie della Genesi e Storie della giovinezza di Cristo a incorniciare il portale. Le figure sono dinamiche e massicce, e occupano le formelle per tutta la loro altezza nascondendo sia paesaggi sia ambientazioni architettoniche. In queste scene raggiunge esiti espressionistici che scavalcheranno tutto lo stilema rinascimentale quattrocentesco per approdare al manierismo cinquecentesco. I rilievi desteranno ammirazione nel giovane Michelangelo in soggiorno a Bologna e li prenderà come modello per alcune figure nella Cappella Sistina a Roma, evidente confrontando la formella di Jacopo con la Creazione di Eva nella volta.

### Ultime opere
Nel 1435 lavorò al monumento funebre di Anton Galeazzo Bentivoglio nella chiesa di San Giacomo Maggiore a Bologna e a Siena terminò la lunetta per il cardinale di San Marcello, Antonio Casini.
Morì a Siena nel 1438. Lasciò buona parte dei beni a suo fratello Priamo della Quercia (pittore), alla sorella Elisabetta e a suo nipote, non dimenticando alcuni allievi.
Fu sepolto nella chiesa di Sant'Agostino a Siena.

## Stile
Lo stile di Jacopo della Quercia si sviluppò a partire da un personalissimo rinnovamento dei modi della scultura gotica, utilizzando influenze e stimoli interni a quel linguaggio. La sua formazione si basava sul linguaggio del gotico senese, che sfrondò dagli effetti più aggraziati e, in certo senso, cerebrali. Assimilò le più avanzate ricerche fiorentine, della scultura borgognona e il retaggio classico, che reinterpretò con originalità, dando origine a opere virili e concrete, dove sotto le complicate pieghe del panneggio gotico si nascondono corpi robusti e solidi. Già nei rilievi della Fonte Gaia, a fronte di un impianto generale, consono alla tradizione, si rileva una straordinaria libertà compositiva e un'innovativa vitalità dei rilievi. Il panneggio, assieme alle pose e ai gesti delle figure, crea un gioco di linee vorticoso che rompe la tradizionale frontalità, invitando lo spettatore a muoversi per scoprire vedute multiple delle opere a tutto tondo.
Nei nudi scolpì figure potenti e vigorose, dalla spiccata muscolatura e con un realismo che a volte appare persino rude. Il nodo focale della sua inquieta e multiforme produzione, che spaziò con sicurezza dalla scultura monumentale in marmo alle opere policrome in legno e terracotta, è forse proprio la vitalità erompente dei suoi personaggi, che travolge e fonde, mettendoli in secondo piano, le fonti di ispirazione e i riferimenti culturali delle sue opere.
Nei rilievi sviluppò uno stile ben diverso dallo stiacciato donatelliano, dove al posto dei fini sottosquadri, compresse le figure tra due piani invisibili, con linee nette e ombre ridotte al minimo. Alle parti lisce e stondate delle figure si alternano spesso fratture di piani e contorni rigidi, dal cui contrasto sprigiona un effetto di forza trattenuta, che non ha eguali nella scultura quattrocentesca. Il risultato è quello di personaggi concentrati, energici ed espressivi, che sviluppano la tradizione toscana di Nicola e Giovanni Pisano e che ebbe come unico, grande continuatore Michelangelo Buonarroti.

## Opere principali
- Madonna dell'Umiltà, 1400 circa, marmo, Washington, National Gallery of Art
- Formella per il concorso per la porta nord del Battistero di Firenze, 1401, bronzo?, perduta
- Madonna della Melograna, 1406, marmo, h. 152 cm, Ferrara, Museo della Cattedrale
- Monumento funebre a Ilaria del Carretto, 1406-1407, marmo, 88x244x66,5 cm, Lucca, cattedrale di San Martino
- Sant'Ansano, 1406-1413, terracotta, Lucca, Museo nazionale di Villa Guinigi
- Rilievi e statue per la Fonte Gaia, 1409-1419, marmo, Siena, Complesso museale di Santa Maria della Scala
tra cui:
  - Acca Larenzia, 1414-1418, h. 165 cm
  - Rea Silvia, 1414-1418, h. 163 cm
  - Sapienza, 1414-1418
  - Cacciata dall'Eden
- Vergine annunciata, 1410 circa, legno policromo, h. 144 cm, Siena, chiesa di San Raimondo al Refugio
- Vergine annunciata, legno policromo, France, château de Villevêque
- Angelo annunciante, 1410 circa, legno, Berlino, Bode Museum
- San Biagio, 1410-1413, legno policromo, Pietrasanta, chiesa della Misericordia
- Madonna annunciata, 1412 - 1414, legno policromo e dorato, Assisi, Museo diocesano e cripta di San Rufino
- Apostolo, 1410-1415, marmo, Lucca, cattedrale di San Martino
- Vergine annunciata, 1415 circa, legno policromo, Siena, Pinacoteca Nazionale
- Madonna col Bambino, 1415-1420, marmo, Pitigliano, Museo diocesano
- Lastra tombale di Lorenzo Trenta, 1416, marmo, 247x122 cm, Lucca, basilica di San Frediano
- Lastra tombale di Lisabetta Onesti, 1416, marmo, 244,x123 cm, Lucca, basilica di San Frediano
- Altare Trenta, 1416-1422, marmo di Carrara, 273x303 cm, Lucca, basilica di San Frediano
- San Leonardo, 1416 circa, legno policromo, h. 160 cm, Massa, Museo diocesano
- Madonna di San Martino, 1419-1425, legno dorato e policromo, Siena, Museo dell'Opera del Duomo
- Crocifissione, 1420 circa, terracotta dipinta, 147x80,5 cm, Berlino, Bode Museum
- Sant'Antonio abate, 1420-1428, legno dorato e policromo, Siena, Museo dell'Opera del Duomo
- San Bartolomeo, 1420-1428, legno dorato e policromo, Siena, Museo dell'Opera del Duomo
- San Giovanni Battista, 1420-1428, legno dorato e policromo, Siena, Museo dell'Opera del Duomo
- San Giovanni Evangelista, 1420-1428, legno dorato e policromo, Siena, Museo dell'Opera del Duomo
- Madonna col Bambino, 1420, Anghiari, Museo statale di Palazzo Taglieschi
- Angelo annunciante e Vergine annunciata, 1421-1426, legno policromo, h. rispettivamente 173 e 174 cm, San Gimignano, collegiata
- Fonte battesimale del Battistero di Siena, 1416-1434, marmo, bronzo, smalto e intarsi policromi, Siena, Battistero di San Giovanni
  - Annuncio a Zaccaria, 1428-1430, bronzo, 60x60 cm
  - Tabernacolo, 1428-1430, marmo e bronzo
  - San Giovanni Battista, 1425-1427, bronzo
- Rilievi della "Porta Magna", 1425-1434, marmo rosso istriano e marmo bianco, Bologna, basilica di San Petronio 
tra cui:
  - Profeti, marmo bianco, h. 40 cm ciascuno
  - Storie del Nuovo Testamento, marmo bianco, h. 72 cm ciascuna
  - Creazione di Adamo, marmo bianco, 99x92 cm
  - Creazione di Eva, marmo bianco, 99x92 cm
  - Peccato originale, marmo bianco, 99x92 cm
  - Madonna col Bambino tra i santi Ambrogio e Petronio, marmo bianco, h. 180 cm
- Monumenti funebri nella cappella Bentivoglio, 1425, Bologna, basilica di San Giacomo Maggiore
- San Giovanni Battista, 1428, legno policromo, Siena, Museo dell'Opera del Duomo
- Angelo annunciante e Vergine annunciata, 1428-1430, legno policromo, h. rispettivamente 168,5 e 161 cm, Siena, Pinacoteca Nazionale
- Trittico con la Madonna col Bambino e santi, 1430-1435, Bologna, Museo civico
- Lastra tombale di Antonio da Budrio, 1435, marmo, Bologna, chiesa di San Michele in Bosco
- Madonna col Bambino, 1435 circa, legno policromo, h. 180 cm, Parigi, Louvre
- Lunetta Casini (Madonna e Sant'Antonio Abate che raccomanda il cardinale Antonio Casini), 1437-1438, marmo, 120x139 cm, Siena, Museo dell'Opera del Duomo

### Opere attribuite
- Statua equestre del Monumento funebre a Paolo Savelli, Venezia, Basilica di Santa Maria Gloriosa dei Frari[4]

### Opere di bottega
- Madonna col Bambino, terracotta, Parigi, Louvre

## Attribuzioni recenti
Il professore James Beck nella sua attività di studioso del maestro negli anni '90 attribuì a Jacopo un marmo detto Madonna di Agliano. Il suo studio è stato pubblicato in "Studi di storia dell'arte in onore di Mina Gregori" da Silvana Editoriale.
Il 29 aprile 2019 viene attribuita a Jacopo della Quercia una opera inedita ritrovata alla Rocchetta Mattei raffigurante un bassorilievo di forma circolare in pietra calcarea con impresso il ritratto equestre del capitano bolognese Niccolò Ludovisi datato tra il terzo e quarto decennio del XV secolo.